# Franca Fiacconi
Franca Fiacconi (Rome, 4 oktober 1965) is een Italiaanse voormalige langeafstandsloopster, die was gespecialiseerd in de marathon. Ze werd tweemaal Italiaans kampioene en schreef verschillende grote marathons op haar naam.

## Loopbaan
Fiacconi won de marathon van Turijn (1996, 1998), de marathon van Praag (1999), de marathon van Rome (1998) en de New York City Marathon (1998). In 2001 won ze de marathon des Sables, een ultraloop over 243 km in de Zuid-Marokkaanse Sahara. Op de Europese kampioenschappen van 1998 in Boedapest werd ze vierde op de marathon en in 1993 won ze een zilveren medaille op de universiade.
In Nederland is Franca Fiacconi geen onbekende. Zo won ze de marathon van Enschede in 2001 in een tijd van 2:31.40.

## Titels
- Italiaans kampioene marathon - 1996, 1998

## Persoonlijke records
| Onderdeel      | Prestatie | Datum             | Plaats   |
| -------------- | --------- | ----------------- | -------- |
| 10.000 m       | 36.02,5   | 10 april 1993     | Rome     |
| halve marathon | 1:12.37   | 27 september 1998 | Uster    |
| 30 km          | 1:44.08   | 28 januari 2001   | Osaka    |
| marathon       | 2:25.17   | 1 november 1998   | New York |

## Palmares

### halve marathon
- 1998: 27e WK in Uster - 1:12.37

### marathon
- 1989:  marathon van Rome - 2:49.15
- 1993: 30e Wereldbeker in San Sebastián - 2:39.24
- 1993:  Universiade - 2:38.44
- 1995:  marathon van Cesano Boscone - 2:30.11
- 1995:  marathon van Capri - 2:34.29
- 1996:  marathon van Capri - 2:28.22
- 1996:  marathon van Turijn - 2:29.18
- 1996:  New York City Marathon - 2:28.42
- 1997:  marathon van Capri - 2:28.51
- 1997:  marathon van Capri - 2:30.15
- 1997: 13e WK - 2:39.53
- 1997:  New York City Marathon - 2:30.15
- 1998:  marathon van Rome - 2:28.12
- 1998: 4e EK - 2:28.59
- 1998:  marathon van Turijn - 2:30.21
- 1998:  New York City Marathon - 2:25.17
- 1998:  marathon van Rome - 2:28.12
- 1999:  marathon van Praag - 2:28.33
- 1999: DNS WK
- 1999: 4e New York City Marathon - 2:29.49
- 2000:  marathon van Berlijn - 2:26.42
- 2000:  marathon van Honolulu - 2:30.19
- 2000:  marathon van Padova - 2:30.20
- 2000:  marathon van Praag - 2:32.00
- 2000:  New York City Marathon - 2:26.03
- 2001:  marathon van Osaka - 2:26.49
- 2001:  marathon van Trieste - 2:29.58
- 2001:  marathon van Enschede - 2:31.40
- 2001: 12e New York City Marathon - 2:32.57
- 2002: 11e marathon van Tokio - 2:38.17
- 2002:  marathon van Trieste - 2:29.00
- 2002: 8e marathon van Honolulu - 2:40.53

### ultraloop
- 2001:  marathon des Sables